# Dei Esterni
Gli Dei Esterni (in inglese Outer Gods) sono un insieme di divinità immaginarie del pantheon del Ciclo di Cthulhu ideato dallo scrittore Howard Phillips Lovecraft. Essi appaiono nelle opere di Lovecraft e August Derleth, tra gli altri.

## Le origini letterarie
Gli Dei Esterni sono molto più potenti dei Grandi Antichi, anche se la distinzione fra questi due gruppi di creature, seppure accennata in alcuni romanzi relativi ai Miti di Cthulhu, è divenuta netta grazie al gioco di ruolo Il Richiamo di Cthulhu, che per primo ha introdotto la definizione di Outer Gods (ossia "Dei Esterni"). Tuttavia, la distinzione tra Dei Esterni e Grandi Antichi non è sempre chiara, e alcuni studiosi dei Miti non l'accettano del tutto. 
La prima apparizione degli Dei Esterni si trova nel racconto intitolato Gli Altri Dei (1921), nel quale Lovecraft fa pronunciare a un personaggio la frase «Gli altri dèi! Gli altri dèi! Gli dèi degli inferi esterni che governano le deboli divinità della terra!»; di nuovo, queste divinità aliene compaiono in Alla ricerca del misterioso Kadath (1926-1927), in cui vengono definiti come «i folli Altri Dei che vengono dall'Esterno, la cui anima e messaggero è Nyarlathotep, il "Caos strisciante"» e sono messi in contrapposizione con i ben più deboli «dèi della Terra».
Nel racconto L'orrore di Dunwich viene citato un intero passo del Necronomicon, in cui si descrivono delle creature che vivrebbero «fra gli Spazi», «cugine» del Grande Cthulhu, che «può appena intravederLe», mentre sono del tutto invisibili all'Umanità. Esse non sono gli Dei Esterni ma entità (fra cui anche diversi Grandi Antichi) che scelsero di (o vennero obbligate a) esiliarsi al di fuori del nostro continuum spazio-temporale. Nel racconto viene evidenziato che una di queste invisibili creature (il "fratello" di Wilbur Whateley) viene generata mediante magia nera con evocazione di Yog-Sothoth.

## Caratteristiche
Leggendo l'opera di Lovecraft, ci si rende conto che per lo scrittore di Providence le benevoli divinità delle religioni esistenti sono solo – appunto – delle pietose bugie. Tutte le divinità dei Miti sono infatti malvagie e indifferenti. Sono ben pochi gli Dei Esterni ai quali sia associato un nome. A differenza dei Grandi Antichi, i quali assumono le sembianze di orrendi mostri alieni, essi si manifestano come vere e proprie divinità, oppure come incarnazione di alcune Leggi Cosmiche, anche se alcuni di Essi vengono talvolta descritti con una precisa forma (Shub-Niggurath ad esempio come un Capro Nero; Nyarlathotep a volte come un uomo olivastro e altre come un gigantesco mostro con tre zampe e un osceno tentacolo al posto della testa; Yog-Sothoth come un gigantesco agglomerato di bulbi che appaiono e scompaiono). Per lo più ignorano l'esistenza del genere umano e, quando mostrano un qualche interesse per gli affari terreni, hanno il solo scopo di irrompere nel nostro mondo trascinando da altre dimensioni un macabro seguito di morte e distruzione.
Tutte le altre creature che appartengono al Ciclo di Cthulhu riconoscono la supremazia degli Dei Esterni: molti addirittura li venerano come vere e proprie divinità.
Gli Dei Esterni, per quanto incredibilmente potenti, sono in un certo senso controllati dal diabolico Nyarlathotep, loro anima e messaggero. Quando Essi provano un certo disagio o disturbo, Nyarlathotep interviene per loro. Il più potente è Azathoth, il Demone Sultano (o Signore del Cosmo), che danza e si agita follemente al centro dell'universo, al suono forsennato di flauti blasfemi. Yog-Sothoth, suo luogotenente, esiste in ogni Tempo e in ogni Spazio, ma è in qualche modo escluso dall'universo sensibile e può essere evocato nella nostra sfera d'esistenza solo con potenti magie. Shub-Niggurath invece è considerata colei che ha creato gli altri dei.

## Elenco degli Dei Esterni

### Abhoth
Divinità di Clark Ashton Smith.

### Azathoth
Azathoth (Il Dio Cieco e Idiota, Colui che dimora negli abissi, Il Ribollente Caos Nucleare, Il Demone Sultano) è il signore degli Dei Esterni. Appare sotto forma di una gigantesca e informe massa vorticante.

### Daoloth
Detto anche Il laceratore di veli appare come una massa scomposta di forme geometriche, componenti metalliche e protuberanze cilindriche, con occhi sulle loro estremità, in continuo movimento e mutazione. 
Entrare in contatto col dio consente di vedere le cose come possono essere realmente, oltre la limitata percezione dei nostri sensi.
Divinità di Ramsey Campbell.

### Ghroth
Divinità di Ramsey Campbell.

### Hydra
Divinità di Henry Kuttner.

### Dei Esterni minori
Noti anche come Guardiani degli inferi esterni o Altri Dei, sono i misteriosi protettori dei Grandi Antichi. Dimorano nella Corte di Azathoth, che abbandonano raramente.

### La Nebbia Senza Nome
La Nebbia Senza Nome (Nyog' Sothep) è un essere vaporoso e senza forma, figlio di Azathoth e padre di Yog-Sothoth

### Nyarlathotep
Nyarlathotep (Il Caos Strisciante, Il Messaggero di Azathoth, L'Uomo nero, e molti altri epiteti) è noto per le sue mille forme, e appare di solito sotto le spoglie di un affascinante uomo dalla pelle scura oppure come un gigantesco mostro con tre zampe e un osceno tentacolo vermiglio al posto della testa.

### Shub-Niggurath
Shub-Niggurath (La Capra Nera, La Moglie di Colui che non deve essere nominato) assume le sembianze di una nuvola nera.

### Ubbo-Sathla
Divinità di Clark Ashton Smith.

### Yidhrah
Yidhra (La Strega dei Sogni) appare di solito come un'attraente fanciulla (solo pochi eletti fra i suoi adoratori possono vederla nelle sue reali sembianze). Visita la Terra sin da quando su di essa è comparsa la prima forma di vita micro-organica. Yidhra ha il potere di assumere le caratteristiche di tutte le creature di cui si nutre, ed è adorata da numerosi culti sparsi in diverse aree del pianeta quali Birmania, Ciad, Laos, Nuovo Messico e Texas. I membri del culto di Yidhra possono guadagnare l'immortalità fondendosi con essa, trasformandosi di conseguenza in qualcosa che somiglia a Yidhra.

### Yog-Sothoth
Yog-Sothoth (Il Tutto-in-Uno, L'Altrove, La Chiave e molti altri epiteti) appare come un agglomerato di bubboni luccicanti.